# Азербайджано-румынские отношения
Дипломатические отношения между Азербайджанской Республикой и Румынией — двусторонние отношения в политической, экономической, культурной и иных областях.

## Дипломатические связи
Румыния признала независимость Азербайджана 11 декабря 1991 года. 
Дипломатические отношения между двумя странами установлены 19 июня 1992 года.
Посольство Румынии в Азербайджане открыто 3 ноября 1998 года.
Посольство Азербайджана в Румынии открыто 19 мая 2001 года. Азербайджан открыл в Румынии первое своё посольство в Восточной Европе.
2 июля 1995 года Гейдар Алиев совершил официальный визит в Румынию. В марте 1996 года президент Румынии Ион Ильеску посетил с официальным визитом Азербайджан. 29 июня - 1 июля 1998 года Президент Румынии Э. Константинеску находился с официальным визитом в Азербайджане. 13-15 июля 1999 года по приглашению министра национальной обороны Румынии министр национальной обороны Азербайджана Сафар Абиев посетил Румынию. 14-17 февраля 2000 года министр обороны Румынии В. Байбоут посетил Азербайджан.
29-30 октября 2002 года в Баку побывала делегация во главе с президентом Румынии И. Илиески. 1-4 апреля 2003 года министр обороны Азербайджана Сафар Абиев совершил официальный визит в Румынию. 27-30 мая 2003 года глава МИД Азербайджанской Республики В. Гулиев совершил официальный визит в Румынию по приглашению главы МИД Румынии М. Чеоана.
11-12 октября 2004 года Ильхам Алиев совершил официальный визит в Румынию. В ходе встреч стороны обсудили перспективы двусторонних отношений между Азербайджаном и Румынией, региональное сотрудничество и международные вопросы. Ильхам Алиев и президент Румынии  приняли участие в торжественной церемонии открытия бюста Гейдара Алиева 8 мая в Ильичском Бухаресте. В ходе визита было подписано 11 документов между двумя странами.

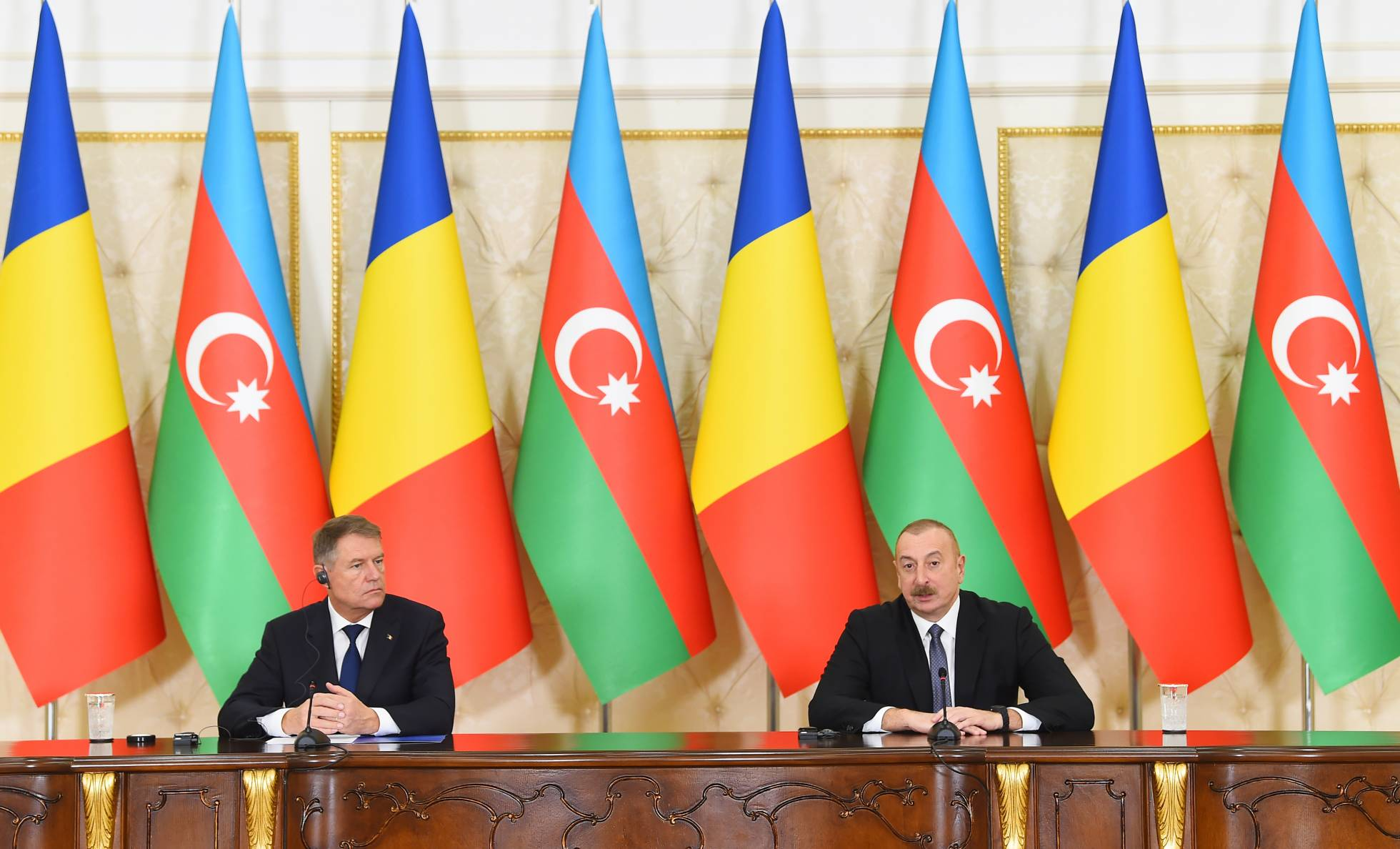
Президент Азербайджана Ильхам Алиев и президент Румынии Клаус Йоханнис Баку 2 февраля 2023

13-15 марта министр обороны Румынии Т. Атанасиу совершил официальный визит в Азербайджан.
10-11 октября 2006 года президент Румынии Т. Беску посетил с официальным визитом Азербайджан. 1-2 марта 2001 года глава МИД Румынии М. Чоан в качестве Действующего председателя ОБСЕ посетил Южный Кавказ, включая Азербайджан.

Азербайджанский солдат стреляет из M16A4 во время военных учений в румынском городе Бабадаг.

Во время визита президента Азербайджана Ильхама Алиева в Румынию в сентябре 2009 года тот отметил, что отношения двух стран продолжают успешно развиваться. Председатель Сената Румынии заявил:

Азербайджан — важное государство во всех сферах, дружественная нам страна — Мирча Джоанэ
 Во время визита президента Азербайджана в Румынию была подписана «Совместная декларация о налаживании стратегического партнёрства между Азербайджанской Республикой и Румынией».
В парламенте Азербайджана действует двусторонняя рабочая группа по межпарламентским связям. Группа создана 5 декабря 2000 года. Её первым руководителем был Шаитдин Алиев. С 4 марта 2016 года руководителем рабочей группы является Азай Гулиев.
В Парламенте Румынии с мая 2021 года действует межпарламентская рабочая группа по отношениям с Азербайджаном. Руководитель группы — Кристиан-Даниель Ивануца.
В 2022 году Президент Азербайджана Ильхам Алиев посетил с рабочим визитом столицу Румынии Бухарест.
В феврале 2023 года президент Румынии Клаус Йоханнис посетил Азербайджан с официальным визитом.

## Договорно правовая база
Между двумя странами подписано 61 соглашение.
27 марта 1996 подписано Соглашение о дружеских  отношениях и сотрудничестве между Азербайджаном и Румынией. В 2000 году Азербайджан и Румыния подписали соглашение о двустороннем сотрудничестве в области обороны, за которым последовало соглашение об обмене информацией в 2004 году. В декабре 2007 года румынская энергетическая делегация посетила Азербайджан.

## Экономическое сотрудничество
С момента открытия посольства Азербайджана в Румынии торговый оборот между двумя государствами возрос в 25 раз.
С 2007 года в Румынии действует SOCAR Petroleum S.A., дочерняя компания ГНКАР. На 19 сентября 2023 года компании в Румынии принадлежит сеть из 74 автозаправочных станций в 28 регионах. Компании также принадлежат 3 хранилища топлива. На сентябрь 2023 года компания инвестировала 70 млн. евро в энергетический рынок Румынии.
С 1 января 2023 года начаты поставки газа в Румынию через интерконнектор Греция — Болгария. Заключён контракт на поставку в Румынию 1 млрд м3 природного газа.
На апрель 2024 года Румыния инвестировала в Азербайджан 30 млн долл., Азербайджан в Румынию — 90 млн. долл.

### Товарооборот (тыс. долл)
| Год  | Экспорт Азербайджана | Импорт Азербайджана | Сумма товарооборота |
| ---- | -------------------- | ------------------- | ------------------- |
| 2020 | 101 475,65           | 62 633,72           | 164 109,37          |
| 2021 | 120 591,52           | 94 944,01           | 215 535,53          |
| 2022 | 446 866              | 71 530,12           | 518 396,12          |
| 2023 | 604 469,37           | 65 658,86           | 670 128,23          |

## В области туризма
С 3 июня 2024 года авиакомпанией AZAL будут запущены рейсы в Бухарест.

## В области культуры
10 мая 2000 года созданы Румыно-азербайджанская ассоциация культурных связей в Баку и Азербайджано-румынское культурное общество имени Физули в Констанце.
16-20 июня 2002 года президент Национальной академии наук Азербайджана М. Каримов посетил Румынию по приглашению президента Румынской академии наук Ю. Симоне. 25-29 января 2003 года ректор Бакинского государственного университета, президент Черноморской сетевой сети Абель Магеррамов и ректор Азербайджанского технического университета Х. Мамедов посетили Румынию.
1-15 марта 2003 года делегация во главе с президентом румынского правозащитного общества Флорентином Скалецким посетила Азербайджан.
9 мая 2003 года на румынском языке была опубликована книга «Возрождение Азербайджана», посвященная политической жизни и деятельности президента Азербайджана Гейдара Алиева и развитию азербайджано-румынского сотрудничества.
С октября 2004 года трем студентам Университета Ploust Petroleum Gas и с 2007 года четырем отличникам из Бухарестского технического строительного университета Румынии присуждается ежемесячная стипендия Гейдара Алиева.
23 июля 2005 года правительство Азербайджана оказало помощь пострадавшей от наводнения деревне беженцев Калац в Румынии продовольствием и медикаментами.
7-10 августа 2006 года в Баку побывала делегация во главе с мэром 2-го сектора Бухареста Н. Онцану. В ходе визита Н. Онцану встретился с членами Фонда Гейдара Алиева, партии «Новый Азербайджан», исполнительной власти Баку, исполнительной власти Сабаильского района, Общества румыно-азербайджанской дружбы, межпарламентской группы дружбы Азербайджан—Румыния. Г-н Онцану был также принят Президентом Азербайджанской Республики И. Алиевым.
24-25 апреля 2007 года делегация Государственного комитета по работе с азербайджанцами, проживающими за рубежом, посетила Румынию с целью расширения сотрудничества в области строительства диаспоры и повышения эффективности деятельности азербайджанских и турецких организаций диаспоры в Румынии.
31 июля 2008 года сотрудники Посольства Азербайджанской Республики в Румынии, председатель Общества дружбы Румыния—Азербайджан, директор румынского представительства Фонда Гейдара Алиева, члены Румынско-Азербайджанской торгово-промышленной палаты и представители азербайджанской общины, проживающие в Румынии посетили регион Сучава и оказали гуманитарную помощь местному населению.
3-9 августа 2009 года Азербайджан посетила делегация из 16 человек во главе с мэром второго сектора Бухареста, Н. Онтану.
25 мая 2012 года состоялся официальный прием, посвященный независимости Азербайджанской Республики, на котором присутствовал советник президента Румынии по безопасности Юлиан Фота.
4-5 октября 2012 года бывший президент Румынии Эмиль Константинеску принял участие в международном гуманитарном форуме в Баку.